# Корда, Наташа
Наташа Корда (англ. Natasha Korda) — американская исследовательница.
Доктор философии (1995), профессор Уэслианского университета. Специалист по ранней английской драматической литературе и культуре Нового времени, истории театра, социальной, экономической и правовой истории женщин. Президент Shakespeare Association of America (2020—2021).
Окончила Барнард-колледж Колумбийского университета (бакалавр BA cum laude, с отличием по английскому языку; 1984).
Докторскую степень по сравнительной литературе получила в Университете Джонса Хопкинса. С того же 1995 года в Уэслианском университете: ассистент-профессор, с 2002 ассоциированный, с 2010 профессор кафедры английского языка. С 2018 года также директор университетского центра, Центра гуманитарных наук (Center for the Humanities).
С 2015 года член Попечительского совета Shakespeare Association of America (по 2018), её президент в 2020—2021. Входила в исполкомы Modern Language Association и Renaissance Society of America.
Редактор Norton Critical Edition of Shakespeare’s Twelfth Night. Состояла в редсоветах Renaissance Quarterly, Early Modern Women: An Interdisciplinary Journal, The Stanford Global Shakespeare Encyclopedia.
Автор Labors Lost: Women’s Work and the Early Modern English Stage (Philadelphia: University of Pennsylvania Press, 2011, 324 pp. ISBN 978-0-8122-4344-4) {Рец.} и Shakespeare’s Domestic Economies: Gender and Property in Early Modern England (Philadelphia: University of Pennsylvania Press, 2002, 276 pp.).
Соредактор антологий Working Subjects in Early Modern English Drama (Farnham: Ashgate, 2011), Staged Properties in Early Modern English Drama (Cambridge: Cambridge University Press, 2002; paperback 2007; 347 pp.).